# Anacis tucumana
Anacis tucumana là một loài tò vò trong họ Ichneumonidae.